# Apiogaster posticum
Apiogaster posticum är en skalbaggsart som beskrevs av Jordan 1903. Apiogaster posticum ingår i släktet Apiogaster och familjen långhorningar.
Artens utbredningsområde är:
- Moçambique.
- Zimbabwe.

Inga underarter finns listade i Catalogue of Life.